# Barcelona (film)
Barcelona è un film diretto e sceneggiato da Whit Stillman nel 1994. La pellicola ha nel cast Mira Sorvino alla sua prima prova importante.